# فوزي بن خالدي
فوزي بن خالدي مواليد 3 فبراير 1963 في الجزائر، هو لاعب كرة قدم جزائري دولي سابق كان يلعب كلاعب وسط. اعتزل اللعب عام 1994 مع اتحاد الجزائر. سبق له أن لعب في كأس العالم لكرة القدم مع منتخب بلاده.

## المسيرة الاحترافية

### أندية لعب لها
- أولمبي المدية
- وداد أدبي بوفاريك
- اتحاد الجزائر

## روابط خارجية
- فوزي بن خالدي على موقع الاتحاد الدولي (مؤرشف)  (الإنجليزية)
- فوزي بن خالدي على موقع قاعدة بيانات كرة القدم.إي يو (الإنجليزية)
- فوزي بن خالدي على موقع ناشيونال فوتبول تيمز (الإنجليزية)
- فوزي بن خالدي على موقع عالم كرة القدم.نت (الإنجليزية)